# Rotterdam
Rotterdam (AFI: /rotterˈdam/ o /ˈrɔtterdam/; in olandese [ˌrɔtərˈdɑm], ) è una città e comune dei Paesi Bassi, situata nella provincia dell'Olanda Meridionale.
È la seconda città per popolazione dei Paesi Bassi dopo la capitale Amsterdam e con L'Aia costituisce l'11ª area urbana per popolazione dell'Unione europea. Ha il più grande porto d'Europa, nonché 11º al mondo: l'Europoort. La sua posizione nei pressi del grande delta del Reno, della Mosa e della Schelda le è valso il nome di "Porta d'Europa".

## Geografia fisica
Rotterdam è situata nella parte occidentale del paese, nella provincia dell'Olanda Meridionale in corrispondenza dell'estuario del Reno nel Mare del Nord. Il territorio cittadino è per la gran parte situato sotto il livello del mare ed è riparato da argini. Il fiume Nieuwe Maas, uno dei rami principali del Reno, divide la città in "Rotterdam-Noord" e "Rotterdam-Zuid". Un vecchio ponte levatoio ferroviario, De Hef, che collegava l'isola Noordereiland con Rotterdam-Zuid, è conservato come monumento in posizione alzata.

### Panorama

Vista di Rotterdam, 2019

### Clima
| Rotterdam           | Mesi | Mesi | Mesi | Mesi | Mesi | Mesi | Mesi | Mesi | Mesi | Mesi | Mesi | Mesi | Stagioni | Stagioni | Stagioni | Stagioni | Anno |
| Rotterdam           | Gen  | Feb  | Mar  | Apr  | Mag  | Giu  | Lug  | Ago  | Set  | Ott  | Nov  | Dic  | Inv      | Pri      | Est      | Aut      | Anno |
| ------------------- | ---- | ---- | ---- | ---- | ---- | ---- | ---- | ---- | ---- | ---- | ---- | ---- | -------- | -------- | -------- | -------- | ---- |
| T. max. media (°C)  | 5    | 5,8  | 8,3  | 10,0 | 16,2 | 19,3 | 20,8 | 20,9 | 18,5 | 14,5 | 9,1  | 6,1  | 5,6      | 11,5     | 20,3     | 14,0     | 12,9 |
| T. min. media (°C)  | 0,1  | 0,4  | 2,1  | 4,6  | 8,2  | 11,1 | 12,9 | 13,0 | 11,0 | 8,0  | 4,0  | 1,5  | 0,7      | 5,0      | 12,3     | 7,7      | 6,4  |
| Precipitazioni (mm) | 68   | 48   | 60   | 45   | 52   | 60   | 72   | 72   | 74   | 84   | 75   | 72   | 188      | 157      | 204      | 233      | 782  |

## Origini del nome
Il toponimo Rotterdam è composto dalle parole "Rotte", un piccolo fiume dei Paesi Bassi, e "dam", che in olandese significa diga. Esso infatti deriva dalle origini della città ossia la costruzione di una diga sulla Rotte negli anni sessanta del XIII secolo per proteggere gli argini costruiti lungo il corso della Mosa.

## Storia

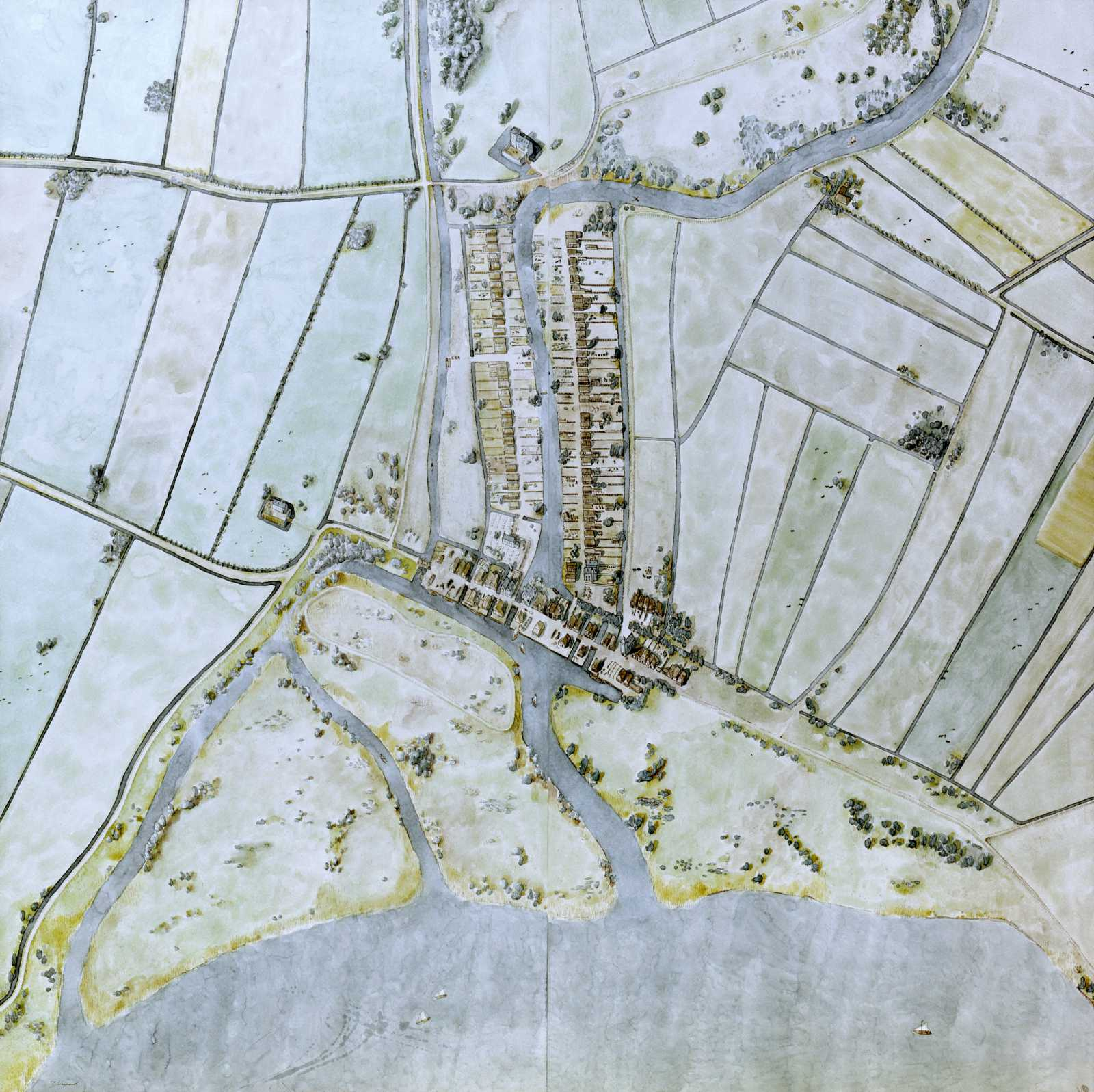
Rotterdam, 1340

Nel 1150 la zona venne colpita da violente inondazioni che causarono un drastico spopolamento, furono così costruite dighe e argini a difesa delle poche terre emerse. Nel 1260 fu costruita sul fiume Rotte, nell'attuale Hoogstraat, una diga. Guglielmo IV d'Olanda concesse i diritti civili a Rotterdam, che all'epoca contava circa duemila abitanti, il 7 giugno 1340. Il Rotterdamse Schie, un canale navigabile, fu completato nel 1360, quest'evento aprì di fatto i commerci con le città dell'Olanda del nord, della Germania e dell'Inghilterra.

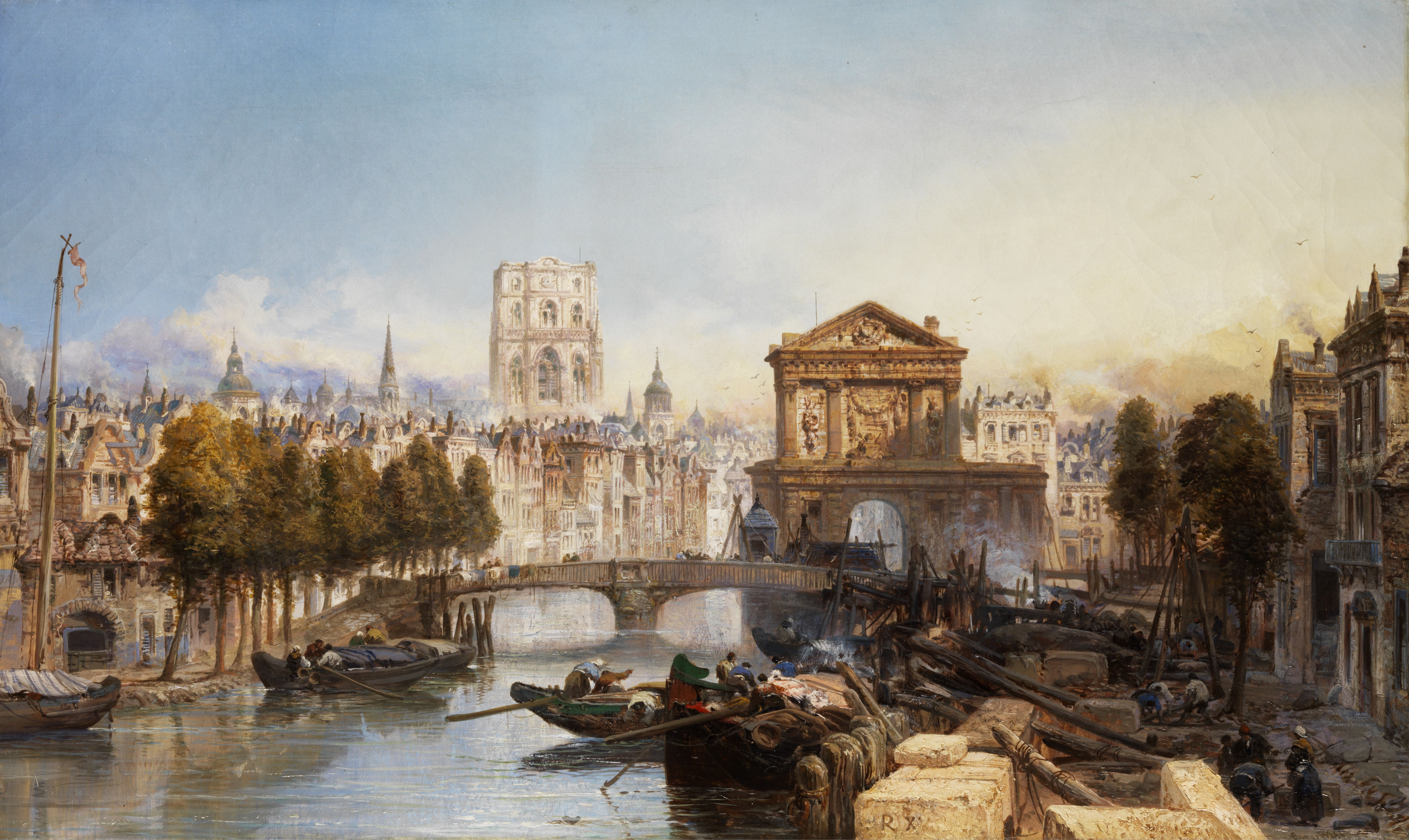
Una veduta ottocentesca della vecchia Rotterdam.

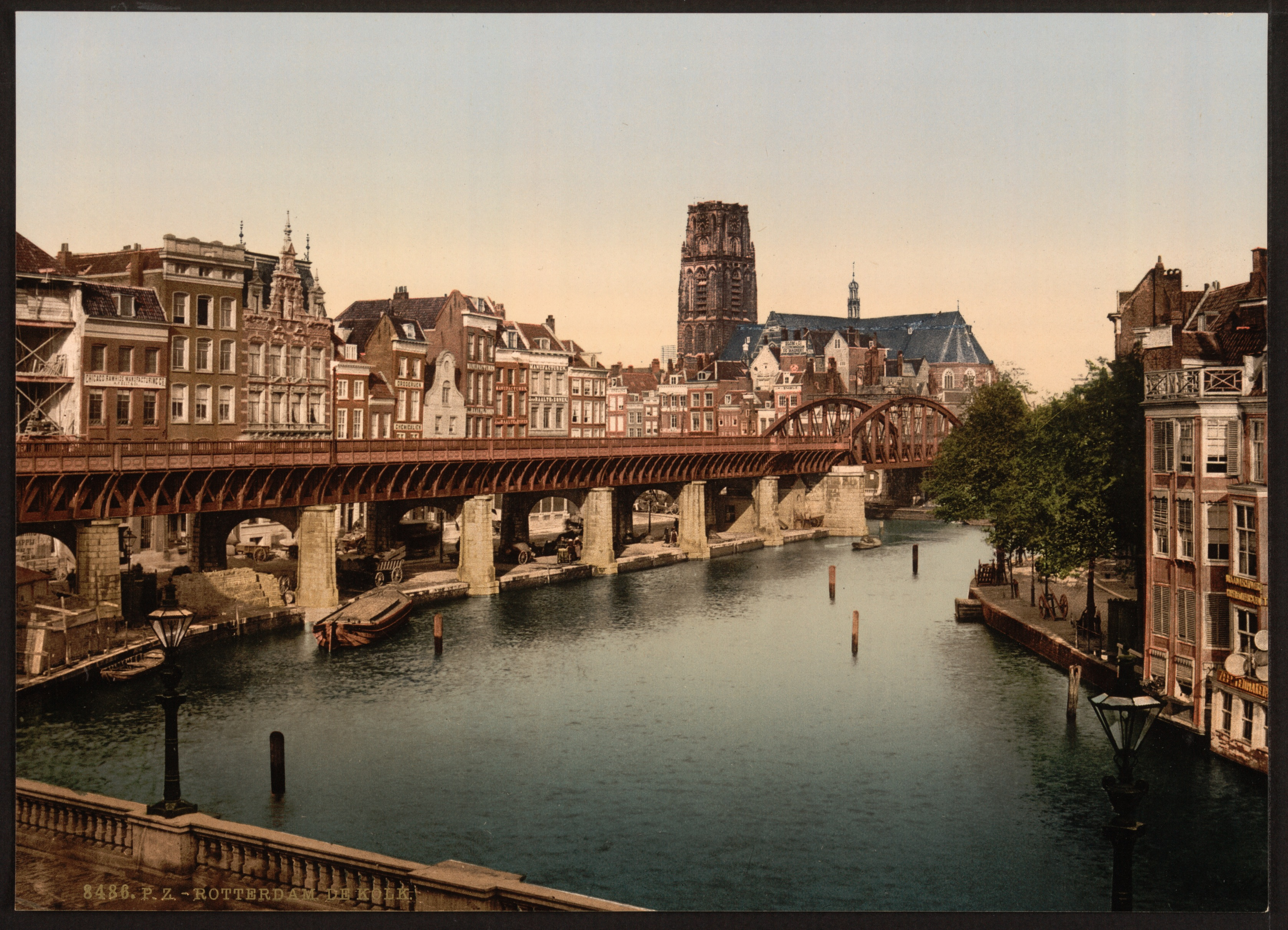
Una veduta di Rotterdam tra il 1890 e il 1900.

Col passare del tempo il porto di Rotterdam, pur crescendo lentamente, divenne uno dei più importanti del paese e fu uno dei sei membri fondatori della Compagnia olandese delle Indie orientali. Verso la fine dell'Ottocento, diverse attività portuali aprirono sulla sponda sud della Nieuwe Maas.

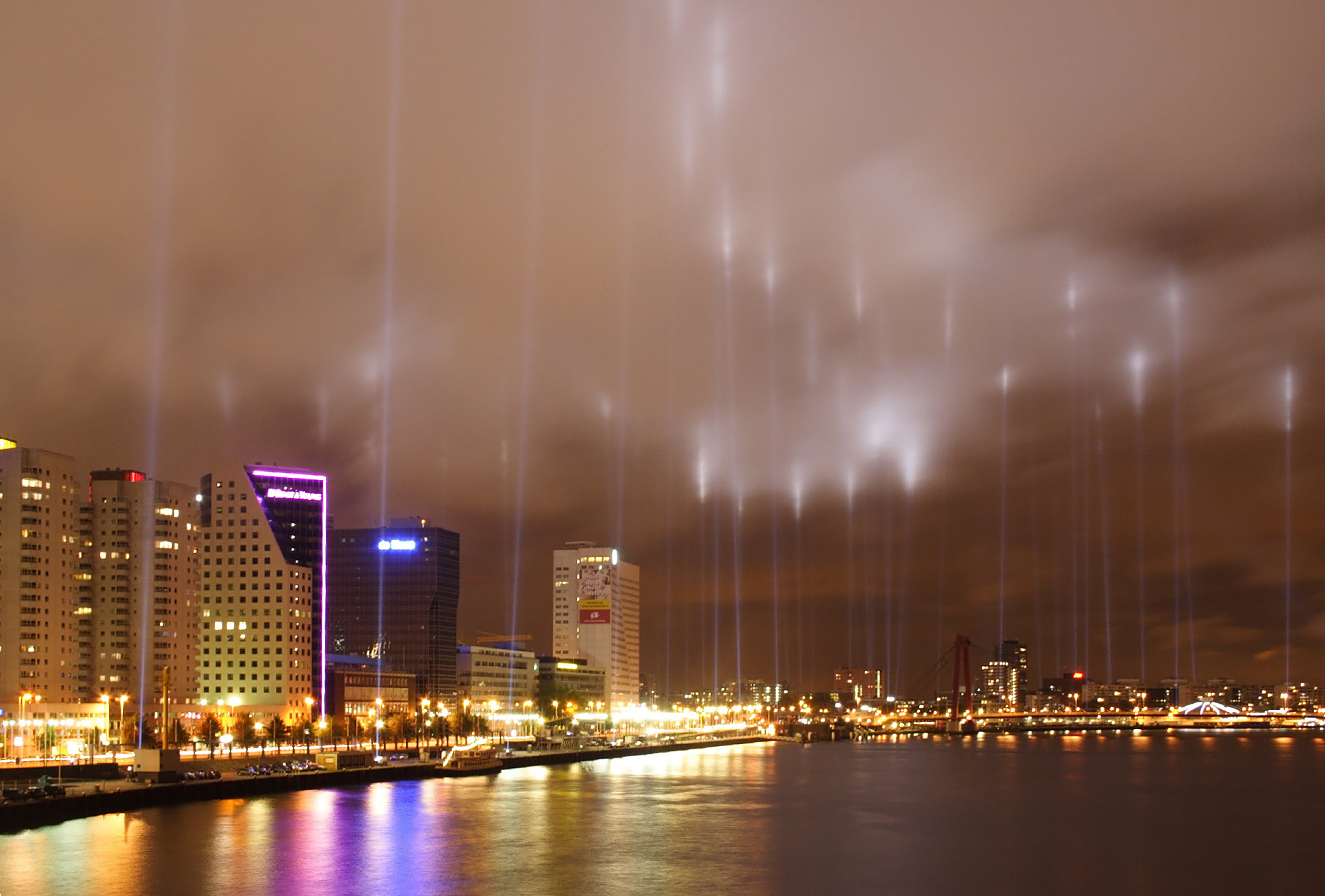
15 maggio 2007, linea di fuoco del memoriale del bombardamento di Rotterdam da parte della Luftwaffe, l'aeronautica militare tedesca, durante la seconda guerra mondiale.

Il 14 maggio 1940, dopo 5 giorni dall'invasione della Germania nei Paesi Bassi, Rotterdam venne bombardata dalla Luftwaffe causando oltre 800 morti, 80.000 senzatetto e oltre 24.000 abitazioni distrutte. Gli unici edifici rimasti, fortemente danneggiati, furono il municipio, la posta, la borsa e la chiesa di San Lorenzo. Il cuore della città venne quasi completamente distrutto, fatto che Ossip Zadkine in seguito espresse in modo toccante nella sua statua Stad zonder hart (Città senza un cuore). La statua si trova vicino al Leuvehaven, non lontano dall'Erasmusbrug nella parte nord della città. Tra gli anni 1950 e gli anni 1970 la città venne ricostruita. Rimase alquanto ventosa e aperta, fino a quando negli anni 1980 il consiglio municipale iniziò a sviluppare un'attiva politica architettonica. Condomini, palazzi di uffici e centri ricreativi risultarono in un centro cittadino con una nuova skyline. Negli anni 1990 è stato costruito un nuovo centro direzionale sulla riva sud del fiume Maas, il Kop van Zuid, vecchia zona portuale dismessa. Collegata al centro storico delle città attraverso l'Erasmusbrug, e riqualificata dall'intervento di numerosi architetti di fama internazionale come Foster, Piano, Bolles+Wilson, Koolhaas, Mecanoo e UN studio, che hanno portato a Rotterdam il premio Città dell'Architettura 2007.
Rotterdam, Amsterdam, L'Aia, Utrecht e diverse città più piccole nella parte occidentale della nazione si stanno espandendo le une verso le altre al punto che l'intera area viene talvolta denotata come una singola metropoli nota come Randstad.

### Stemma di Rotterdam
Lo stemma di Rotterdam ha la seguente blasonatura: troncato di verde, ritroncato di bianco e verde.

## Monumenti e luoghi d'interesse

### Architetture religiose
- La Chiesa di San Lorenzo è l'unico edificio storico-medievale rimasto in città. Venne eretta fra il 1449 e il 1525 in stile gotico brabantino allora in auge nei Paesi Bassi.
- La scomparsa Chiesa di Nostra Signora del Santo Rosario, costruita tra il 1898 e il 1899, è stata demolita nel XX secolo.
- La Chiesa Internazionale Scozzese.
- La Chiesa di Santa Maria.
- La Chiesa Occidentale.
- La Stieltjeskerk.
- La Chiesa dei Padri Pellegrini.
- La Wilhelminakerk.

### Architetture civili

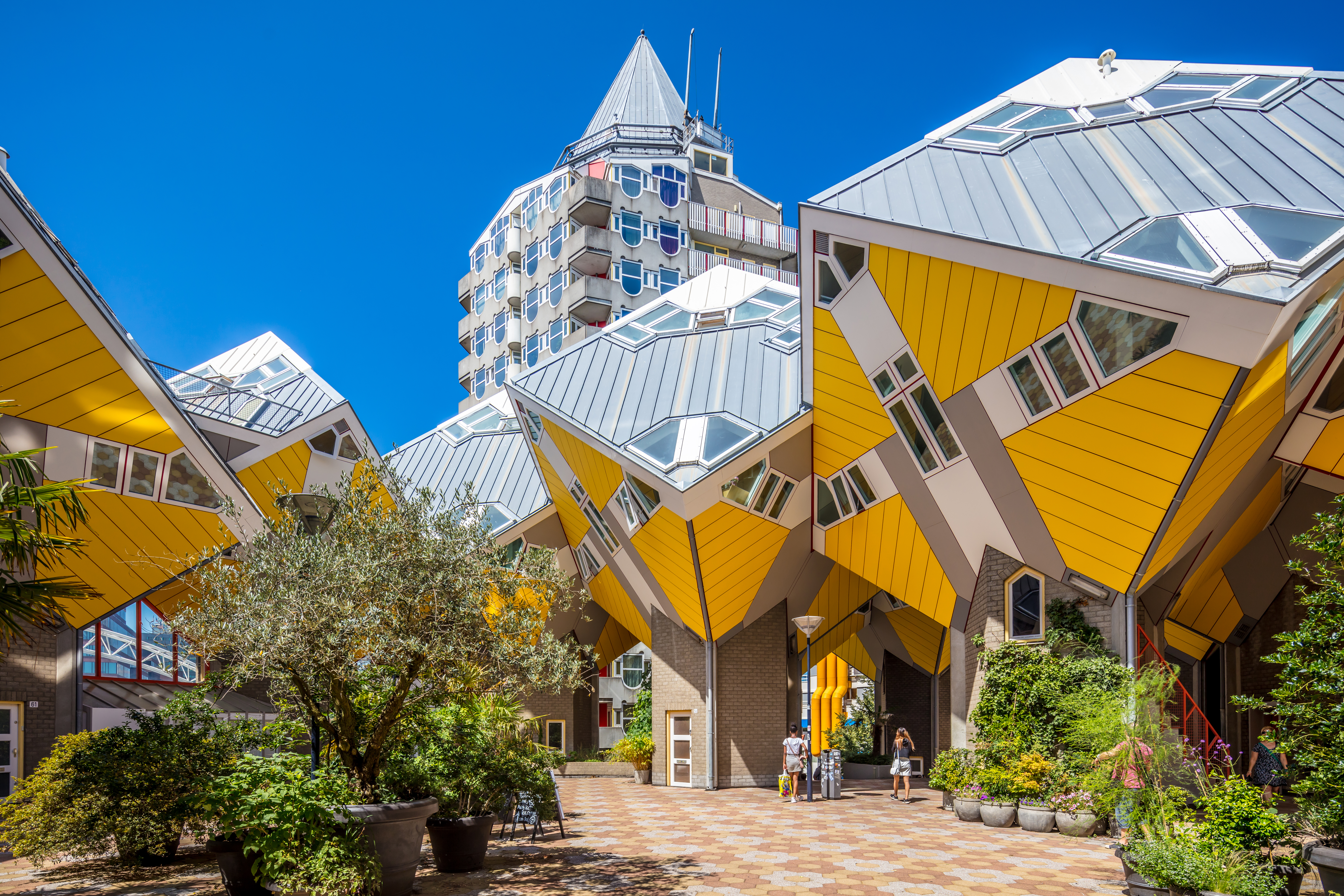
Le case cubiche del quartiere Blaak

- L'Ahoy Rotterdam, impianto polifunzionale che accoglie vari eventi e manifestazioni musicali.
- Il Gebouw Delftse Poort, complesso di due grattacieli del XX secolo, tra gli edifici più alti dei Paesi Bassi.
- Le Case cubiche di Piet Blom o kubuswoningen, peculiare complesso abitativo progettato da Piet Blom.
- L'Euromast, torre panoramica ed edificio più alto accessibile al pubblico nei Paesi Bassi.
- La Fabbrica Van Nelle, centro congressi incluso tra i patrimoni dell'umanità dell'UNESCO.
- Il Markthal, grande edificio residenziale, nonché sede di uffici e negozi.

In aggiunta a ciò ci sono molti studi di architettura di livello internazionale con base a Rotterdam, come O.M.A (Rem Koolhaas), MVRDV, Erick van Egeraat e Neutelings & Riedijk, per citarne alcuni. Rotterdam ha anche una reputazione come piattaforma per il discorso architettonico ed educativo, ben rappresentato dal NAI (Netherlands Architecture Institute) o dal Berlage Institute, un laboratorio di architettura postlaurea.

## Società

### Evoluzione demografica
La città ha circa un terzo della popolazione nata all'estero, con picchi di due terzi tra i minorenni, prevalentemente da paesi islamici.
Il 55% degli abitanti ha un reddito al di sotto della media nazionale.

### Popolazione storica
- 1796: 53.200 ab.
- 1830: 72.300 ab.
- 1849: 90.100 ab.
- 1879: 148.100 ab.
- 1899: 318.500 ab.
- 1925: 547.900 ab.
- 2010: 617.347 ab.
- 2013: 616.294 ab.
- 2017: 639.587 ab.

## Cultura
Rotterdam è stata Capitale europea della cultura nel 2001. La città ha una sua orchestra, l'Orchestra filarmonica di Rotterdam, condotta dal famoso direttore Valery Gergiev, un grande centro per congressi e concerti, il De Doelen, oltre a molti teatri (tra cui il nuovo teatro Luxor) e cinema. L'ampio complesso dell’Ahoy, nella parte sud della città viene usato per concerti rock, mostre, tornei di tennis e altre attività simili. Un grosso zoo, chiamato "Blijdorp", si trova nella parte nord di Rotterdam, completo di un acquario chiamato "Oceanium". La città ospita l'Accademia di belle arti di Rotterdam.
Lo stile Gabber della musica Hardcore è nato a Rotterdam.
Attualmente Rotterdam sta vivendo una specie di rinascita, con alcuni progetti di rinnovamento urbano dal moderato successo, che presentano un'architettura ambiziosa ('Manhattan sul Maas'), una vita notturna sempre più scintillante, e un insieme di festival estivi che celebrano la popolazione e l'identità multiculturale della città, come il 'Carnevale estivo' ispirato ai Caraibi, la "Dance Parade", il festival pop Metropolis e le giornate del "Porto del Mondo". Assieme al Festival cinematografico internazionale a gennaio, il Festival internazionale di poesia a giugno e il Valery Gergiev Festival a settembre, rendono Rotterdam una città piena di eventi.
L'immagine che Rotterdam ha di sé, è quella di una città lavoratrice. In questo senso, esiste una salutare competizione con Amsterdam, che viene spesso vista come la capitale 'culturale' dei Paesi Bassi.

### Istruzione

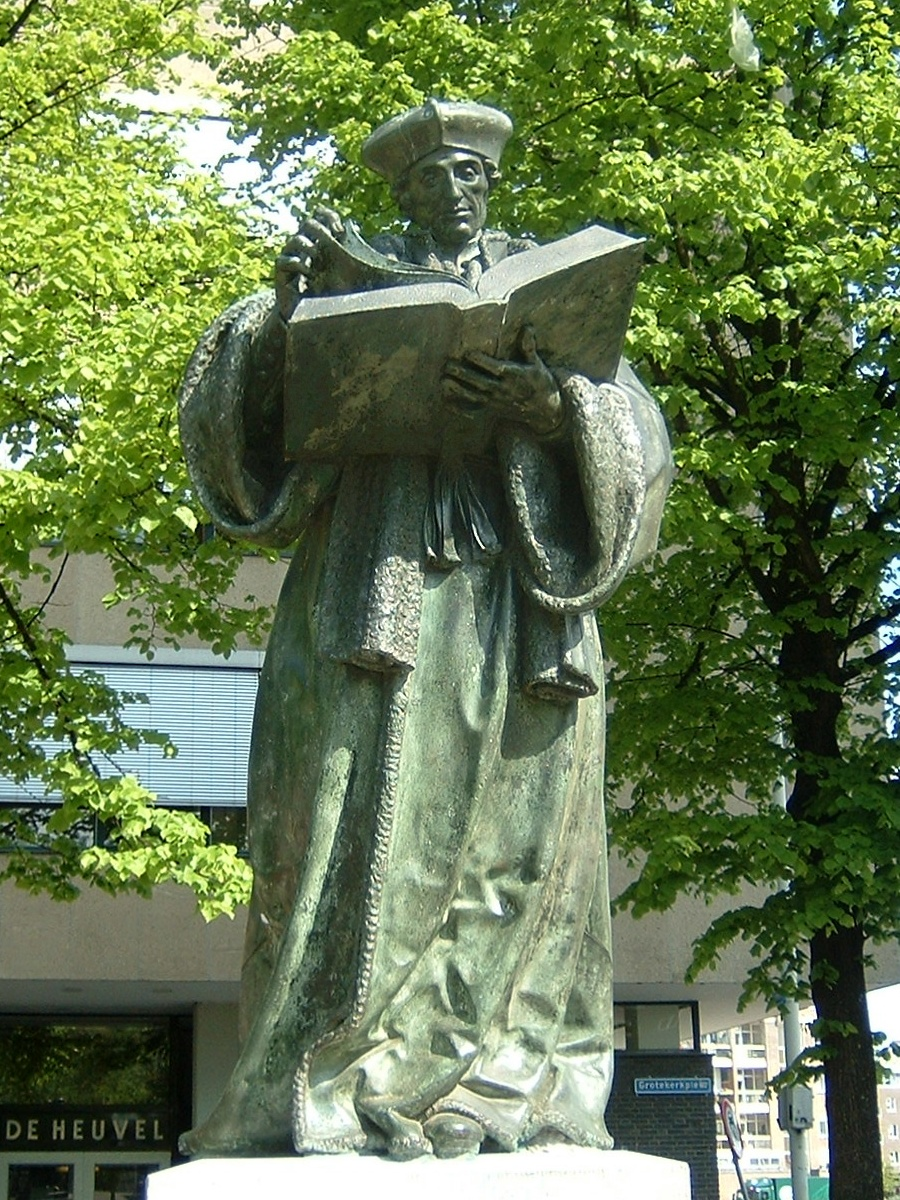
Statua di Erasmo da Rotterdam.

Rotterdam ha una prestigiosa università, l'Università Erasmus di Rotterdam, che prende il nome da uno dei suoi cittadini più famosi, Erasmo da Rotterdam. Estremamente famoso è anche l'MBA (Master in Business Administration) proposto dalla Rotterdam School of Management e che è stabilmente considerato dalle principali riviste economiche specializzate (Financial Times e Business Week) come uno dei migliori in Europa e nel mondo. L'Università Erasmus è fortemente concentrata sulla ricerca e sull'istruzione in gestione aziendale ed economia. L'università si trova nella parte orientale della città ed è circondata da numerose aziende multinazionali.
Rotterdam è sede della parte olandese di Unilever.

### Musei
Rotterdam vanta numerosi musei fra i quali i più conosciuti sono il Museum Boijmans Van Beuningen (arti), l'Historisch Museum, il Volkenkundig Museum (popoli e culture straniere), la KunstHal (disegnato da Rem Koolhaas), il Museo di storia naturale, il Maritiem Museum e il Brandweermuseum (Museo dei pompieri).

### Arte

#### Sale da concerto
- De Doelen
- Rotown

#### Festival
- Metropolis
- Motel Mozaïque
- North Sea Jazz Festival

#### Eventi annuali
- Gennaio: Festival cinematografico internazionale di Rotterdam;
- Aprile-giugno: Maratona di Rotterdam;
- Da giugno a settembre: i festival estivi di Rotterdam, tra cui:
  - carnevale estivo;
  - FFWD Heineken Dance Parade (technoparade);
- settembre: Giornate del "Porto del Mondo";
- maggio-dicembre: PRSPCT XL, festival di musica industrial, techno hardcore e crossbreed.

## Geografia antropica

### Suddivisioni amministrative
Il territorio municipale occupa un'area di 319,35 km² (206,44 km² di terra e 112,91 km² di acqua) con una popolazione totale di 617 347 abitanti (1º gennaio 2012). Considerando l'area urbana la popolazione sale a 1.211.523 (1º aprile 2011).
Il territorio comunale è suddiviso in quattordici stadsdeel: Charlois (compresa Heijplaat), Delfshaven, Feijenoord, Hillegersberg-Schiebroek, Hoek van Holland, Hoogvliet, IJsselmonde, Kralingen-Crooswijk, Rotterdam-Centrum, Rotterdam-Noord, Overschie, Pernis e Prins Alexander e Rozenburg.

## Shopping
Note strade per lo shopping a Rotterdam sono il Lijnbaan (la prima zona pedonale della nazione, aperta nel 1953), il Coolsingel, e la Weena, che va dalla stazione centrale fino all'Hofplein.
Un moderno luogo per lo shopping è la 'Beurstraverse', chiamata informalmente 'Koopgoot'.

## Economia
Rotterdam ha il più grande porto d'Europa. Molto importante per il porto sono l'industria petrolchimica e la gestione generale dei cargo. Il porto funziona come importante punto di transito per materie prime e altri beni, tra il continente europeo e le altre parti del mondo. Da Rotterdam le merci sono trasportate con navi, chiatte fluviali, ferrovia e su strada. Dal 2000 è in costruzione la Betuweroute, una ferrovia veloce per merci, da Rotterdam alla Germania. La regina Beatrix ha aperto questa ferrovia a maggio 2007. Grandi raffinerie si trovano ad ovest della città. I fiumi Mosa e Reno forniscono anche un eccellente accesso all'hinterland.
Il territorio del porto di Rotterdam si è allargato con la costruzione del complesso Europoort (Porta verso l'Europa) lungo lo sbocco del Nieuwe Waterweg, e vicino al Maasvlakte nel Mare del Nord, nei pressi di Hoek van Holland. La progettazione di un secondo Maasvlakte fu oggetto di dibattito politico negli anni 1990, poiché sarebbe stato parzialmente finanziato dal governo. La costruzione prese il via nell'estate del 2004. Le principali aree industriali e portuali sono: Botlek, Eemhaven, Europoort, Maasvlakte, Spaanse Polder, Vondelingenplaat, Waalhaven.

## Infrastrutture e trasporti

### Autostrade
Vi sono diverse autostrade da e per Rotterdam. Le seguenti quattro costituiscono parte della tangenziale (Ring):
- A20 (Ring Nord): Hoek van Holland – Rotterdam – Gouda
- A16 (Ring Est): Rotterdam – Breda (- Anversa – Parigi)
- A15 (Ring Sud): Europoort – Rotterdam – Nimega
- A4 (Ring Ovest).

Anche le seguenti due autostrade servono Rotterdam:
- A13, L'Aia – Rotterdam
- A29, Bergen op Zoom – Rotterdam

### Ferrovie
- Buoni collegamenti nazionali e con Belgio e Francia;
- Di notte: treni a cadenza oraria per Delft, L'Aia, Leida, l'aeroporto di Amsterdam-Schiphol, Amsterdam e, con una deviazione, Utrecht.

Attualmente è in costruzione il cosiddetto "Corridoio Reno-Alpi" anche detto "Corridoio dei due mari", facente parte delle Reti di trasporto trans-europee, che collegherà il Porto di Rotterdam al Porto di Genova con una linea ad alta velocità.

#### Stazioni ferroviarie
La stazione principale della città è Rotterdam Centraal e oltre a questa conta altre sei stazioni:
- Rotterdam Alexander, zona est della città
- Rotterdam Blaak, vicina al centro di Rotterdam
- Rotterdam Lombardijen, estremo sud della città
- Rotterdam Noord, zona nord della città
- Rotterdam Zuid, zona sud della città
- Rotterdam Stadion, stazione in prossimità del Feyenoord stadium, aperta solo in caso di eventi sportivi o musicali

### Metropolitana

Le 5 linee metro di Rotterdam

Rotterdam è stata la prima città olandese a sviluppare un sistema di linee metropolitane, a partire dal 1968. Attualmente esistono 5 linee (A, B e C lungo l'asse est-ovest, D ed E lungo l'asse nord-sud), con diverse fermate in comune a più linee - comunque tutte passanti per la stazione Beurs.
| Linea   | Terminal sud / ovest | Terminal nord / est |
| ------- | -------------------- | ------------------- |
| Linea A | Schiedam Centrum     | Binnenhof           |
| Linea B | Schiedam Centrum     | Nesselande          |
| Linea C | De Akkers            | De Terp             |
| Linea D | De Akkers            | Rotterdam Centraal  |
| Linea E | Slinge               | Den Haag Centraal   |

### Aeroporto
Rotterdam ha il secondo più grande aeroporto della nazione, l'Aeroporto di Rotterdam (già noto come Zestienhoven), che si trova a nord della città.

### Traghetti rapidi
- Rotterdam Willemskade - Krimpen aan den IJssel Stormpolder - Ridderkerk De Schans - Alblasserdam Kade - Dordrecht Merwekade.

## Amministrazione

### Gemellaggi
Rotterdam è gemellata con:
- Danzica
- Baltimora
- Torino
- Liverpool
- Bratislava[7]
- Shanghai
- Costanza[8]

## Sport
Rotterdam è la casa di tre squadre di calcio dell’Eredivisie: Feyenoord, Sparta, ed Excelsior ed una della Hoofdklasse (PVV DOTO). Il Feyenoord ha vinto il suo ultimo campionato nella stagione 2022/23 e ha vinto due volte la Coppa UEFA (1974 e 2002) e una volta la Coppa dei Campioni nel 1970. Il Stadion Feijenoord, popolarmente soprannominato De Kuip si trova nella parte sud-est della città, ed ha ospitato molti incontri di calcio internazionali, tra cui la finale degli Europei 2000.
Rotterdam ha la sua annuale maratona internazionale, che offre uno dei tracciati più rapidi del mondo. Dal 1985 al 1998 il record mondiale venne stabilito a Rotterdam, prima da Carlos Lopes e quindi nel 1998 da Belayneh Dinsamo. La maratona parte e termina sul Coolsingel, nel cuore della città.
Dal 7 al 16 settembre 2012 la città ha ospitato alcuni incontri del Campionato europeo di baseball e la finale stessa della competizione.
A febbraio a Rotterdam ha sede uno storico torneo dell'ATP Tour 500 di tennis, il Rotterdam Open.